# 駐也門外交機構列表
由于也门内战，部分国家关闭了位于也门的外交机构。

## 大使馆
萨那
| - 阿尔及利亚 - 保加利亚 - 中国 - 古巴 - 衣索比亞 - 伊朗 - 伊拉克 - 约旦 - 科威特 - 黎巴嫩 | - 利比亞 - 马来西亚 - 毛里塔尼亚 - 摩洛哥 - 荷蘭 - 阿曼 - 巴基斯坦 - 巴勒斯坦 - 俄羅斯 - 苏丹 - 突尼西亞 |

## 已关闭的大使馆
- 埃及 - 2015年2月23日[2]
- 法國 - 2015年2月11日[3]
- 德国 - 2015年2月13日[4]
- 印度尼西亞 - 2019年7月25日[5]
- 義大利 - 2015年2月13日[4]
- 日本 - 2015年2月16日[6]
- - 2015年7月13日[7][8]
- 沙烏地阿拉伯 - 2015年2月13日[9]
- 西班牙 - 2015年2月14日[10]
- 土耳其 - 2015年2月14日[10]
- 阿联酋 - 2015年2月14日[10]
- 英国 - 2015年2月11日[3]

## 总领事馆/领事馆
亞丁
- 中国
- 俄羅斯
- 土耳其

## 非常驻使馆
除非另有说明，以下机构均在利雅德
| - 阿富汗 - 阿根廷 - 奥地利 - 比利时 - 巴西 - （开罗） - 加拿大 - 哥伦比亚（阿布扎比） - （开罗） - 賽普勒斯（阿布扎比） - 捷克（阿布扎比） - 丹麦 - 芬兰 - 希腊 - 匈牙利 - 印度尼西亞（马斯喀特） - 冰島（巴黎） - 爱尔兰 - 義大利（亚的斯亚贝巴） | - 日本 - 馬爾他 - 墨西哥 - 挪威 - 波蘭 - 葡萄牙 - 羅馬尼亞（阿布扎比） - 塞爾維亞（科威特城） - 新加坡（新加坡） - 斯洛伐克（开罗） - 南非 - 西班牙 - 斯里蘭卡（马斯喀特） - 瑞典 - 瑞士 - 坦桑尼亚（亚的斯亚贝巴） - 乌克兰 - 英国（马斯喀特） - 美国 - 委內瑞拉 |